# 會稽典錄
會稽典錄是東晉經學家虞預的著作，凡二十篇，今已佚。
書中記述了從春秋到三國時期會稽郡數十名歷史人物的生平事迹，其內容被《裴注三国志》、《太平御覽》、《晉書》等典籍廣為引用，其價值不言而喻。
劉知幾對此書的評價：“矜其鄉賢，美其邦族，施於本國，頗得流行，置於他方，罕聞愛異。”

## 記述人物
- 范蠡
- 計倪
- 虞翻(附孫暠)
- 盛憲
- 周昕(附周喁、周昂)
- 魏朗
- 虞歆
- 董黯
- 皮延
- 夏香
- 曹娥

## 後世輯校
- 鲁迅輯校《會稽典錄》於《會稽郡故書雜集》[1]，1915年木刻印行，共計120則，并附錄存疑一篇。
- 張壽鏞《四名叢書》錄《會稽典錄》二卷。